# Região Geográfica Imediata de Itabaiana (Sergipe)
A Região Geográfica Imediata de Itabaiana é uma das 6 regiões geográficas imediatas do Estado de Sergipe, uma das três regiões geográficas imediatas que compõem a Região Geográfica Intermediária de Itabaiana e uma das 509 regiões geográficas imediatas do Brasil, criadas pelo IBGE em 2017.
É composta por 14 municípios.
Tem uma população estimada pelo IBGE para 1.º de julho de 2017 de 250 924 habitantes e área total de 3 143,283 km².